# Església de l'Assumpció d'Arenys de Lledó
L'església de l'Assumpció d'Arenys de Lledó (comarca del Matarranya, l'Aragó) és una senzilla construcció del segle xiv pertanyent a un grup d'edificis erigits en el Baix Aragó seguint l'auster i funcional corrent gòtic llevantí.

## Descripció
Consta d'una única àmplia nau amb diverses capelles laterals, ampliades les del costat de l'Evangeli al segle xvii, i d'una capçalera recta flanquejada per dues capelles rectangulars. La nau es cobreix amb volta de canó apuntat mentre que la capçalera ho fa amb volta de creueria senzilla. L'interior destaca per la seua sobrietat, accentuada per l'ús a la fàbrica de carreu ben escairat, en l'actualitat a cara vista. Al presbiteri podem trobar-hi quatre pintures conservades de l'antic retaule major, atribuïdes recentment al pintor Joan de Borgonya (segle xvi).
Exteriorment destaquen l'òcul de la capçalera i la finestra apuntada amb traceria de la testera dels peus, com únics buits d'il·luminació. Presenta també una portada en arc apuntat emmarcada per cinc arquivoltes esbocades i flanquejada, a l'esquerra, per un torrocell octogonal que embolica la caixa d'escales que dona accés al cor alt i a la dreta per una elevada espadanya.

## Història
El lloc d’Arenys va pertànyer des del 1151, després de la seva conquesta, als cavallers cognomenats Cambrils, i a partir del 1209 al bisbe de Tortosa. L'església original era de Santa Maria d’Arenys de Lledó des de finals del segle XII. La parròquia està documentada en les dècimes papals del 1279.